# Ординариат Бразилии для верных восточного обряда
Ординариат Бразилии для верных восточного обряда (лат. Brasiliae) — ординариат Римско-католической церкви с центром в городе Рио-де-Жанейро, Бразилия. Ординариат объединяет верных Восточных католических церквей, не имеющих собственной церковной структуры на территории Бразилии. В настоящее время ординарием Ординариата Бразилии для верных восточного обряда является архиепископ архиепархии Белу-Оризонти.

## История
14 ноября 1951 года Святой Престол учредил отдельный ординариат для духовного попечения верующих, принадлежащих в различным Восточным католическим церквам, не имеющих собственной церковной структуры и проживающих в Бразилии.
В следующие годы из Ординариата Бразилии для верных восточного обряда выделились самостоятельные церковные структуры:
- 30 марта 1962 года — апостольский экзархат Украинской грекокатолической церкви (сегодня — Епархия Святого Иоанна Крестителя в Куритибе);
- 29 ноября 1971 года — Епархия Пресвятой Девы Марии Ливанской в Сан-Паулу Маронитской католической церкви и Епархия Пресвятой Девы Марии в Сан-Паулу Мелькитской католической церкви.

## Ординарии
- кардинал Жайме де Баррош Камара (14.11.1951 — 18.02.1971);
- кардинал Эужениу де Араужу Салеш (22.07.1972 — 3.10.2001);
- кардинал Эузебиу Оскар Шейд (3.10.2001 — 28.07.2010);
- архиепископ Walmor Oliveira de Azevedo (28.07.2010 — по настоящее время).

## Источник
- Annuario Pontificio, Libreria Editrice Vaticana, Città del Vaticano, 2003, ISBN 88-209-7422-3